# Marek Sienicki
Marek Sienicki (ur. 15 czerwca 1967 w Biedrusku, zm. 2 maja 1992 w Bytomiu) – pierwszy policjant poległy na służbie w III Rzeczypospolitej.

## Życiorys
Urodził się w Biedrusku koło Poznania. Jego ojciec służył w pobliskiej jednostce wojskowej. Był jedynakiem. W 1974 roku rodzina Sienickich przeprowadziła się do Tarnowskich Gór. Tam ukończył technikum mechaniczne i wstąpił do szkoły oficerskiej wojsk zmechanizowanych, a następnie podjął studia prawnicze na Uniwersytecie Wrocławskim, ale obu tych uczelni nie ukończył. Pracował też w komendzie Ochotniczego Hufca Pracy.
1 października 1990 roku rozpoczął służbę w Kompanii Pogotowia Policyjnego i Patrolowania Komendy Rejonowej Policji w Bytomiu.

## Śmierć
W nocy z 1 na 2 maja 1992 roku miał pełnić służbę na dyżurce w komisariacie w Bytomiu, ale zamienił się miejscem z kolegą wyznaczonym do patrolu na jego prośbę. Wracając z interwencji domowej, sierż. Marek Sienicki wraz ze Zbigniewem Wierzbą, który kierował radiowozem, przejeżdżali ok. godziny 3:00 nad ranem przez ul. Piotra Woźniaka w Bytomiu. Tam sierż. Marek Sienicki dostrzegł dwóch podejrzanie zachowujących się mężczyzn i poprosił Zbigniewa Wierzbę o zatrzymanie radiowozu. W odpowiedzi na prośbę o wylegitymowanie się, podejrzani wyciągnęli ze sportowej torby pistolety maszynowe PPS, z których wystrzelili serię w kierunku policjantów. Obaj padli ranni na ziemię. Sierż. Marek Sienicki został następnie dobity kolejną serią, zmarł w pół minuty. Możliwe, że przed śmiercią próbował wyjąć z kabury służbowy pistolet P-64. Zbigniew Wierzba przeżył prawdopodobnie tylko dlatego, że zabójcy myśleli, iż zginął od pierwszej serii.

## Śledztwo i proces zabójców
W toku śledztwa ustalono, że odpowiedzialni za zabójstwo byli Ireneusz Gutowski i Andrzej Morawski. Ireneusza Gutowskiego aresztowano w Gliwicach, natomiast Andrzej Morawski uciekł za granicę, lecz został zatrzymany przez policjantów z Belgii w kradzionym samochodzie. Belgowie zdecydowali się na ekstradycję Andrzeja Morawskiego do Polski, ale stawiając warunek, że nie zostanie on skazany na karę śmierci. W toku śledztwa ustalono to, że podejrzani przygotowywali się do włamania do jednego z mieszkań w Bytomiu i w drodze tam zostali zaskoczeni przez sierż. Marka Sienickiego, a posiadana przez nich broń została ukradziona z zakładów „Omex” w Głuchołazach. Ireneusz Gutowski został skazany na karę 25 lat pozbawienia wolności, zaś Andrzejowi Morawskiemu, z uwagi na współpracę z organami ścigania, wymierzono lżejszą karę, 15 lat pozbawiania wolności. Sąd drugiej instancji zmniejszył ją dodatkowo do 13 lat pozbawienia wolności.

## Upamiętnienie
Sierż. Marek Sienicki został pośmiertnie awansowany na stopień starszego sierżanta. W miejscu jego śmierci postawiono pamiątkowy obelisk. W rocznicę śmierci policjanta często odbywają się tam uroczystości.

## Życie prywatne
Miał żonę i jednego syna (ur. 1991).